# Carl Friedrich Wehrmann
Carl Friedrich Wehrmann (* 30. Januar 1809 in Lübeck; † 11. September 1898 ebenda) war ein deutscher Pädagoge und Historiker. Er war ab 1854 der erste Leiter des Lübecker Staatsarchivs, heute das Archiv der Hansestadt Lübeck.

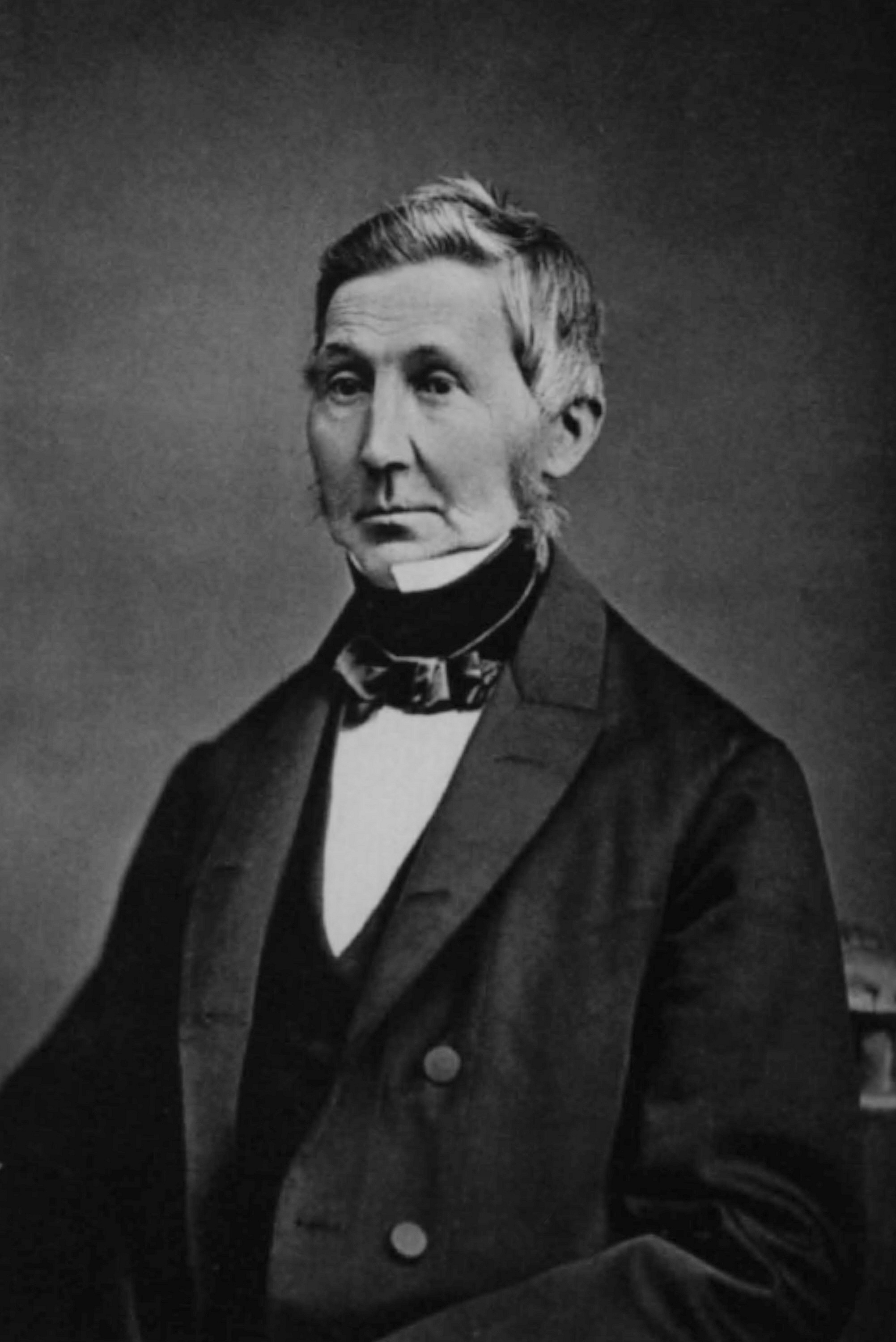
Carl Friedrich Wehrmann

## Leben
Wehrmann war Sohn eines Lehrers am Katharineum. Er besuchte die Schule, an der sein Vater tätig war, und studierte anschließend ab 1827 Theologie und auch Geschichte in Jena und Berlin. In Jena wurde er um 1827/28 Mitglied der Jenaischen Burschenschaft. 1833 kehrte er nach kurzer Tätigkeit in Frankfurt am Main in seine Vaterstadt zurück und legte dort 1833 sein theologisches Staatsexamen ab. 1834 wurde er Lehrer an der Ernestinenschule. Er leitete diese Schule bis zu seinem Ausscheiden aus dem Lehramt 1854. In dieser Zeit wurde er aktives Mitglied eines heute Jung-Lübeck genannten liberalen Kreises von Bürgern, dessen Initiativen sich gegen die nach den Befreiungskriegen eingetretene Restauration des Staatswesens richteten. 1854 übernahm er die neu geschaffene Position des Staatsarchivars der Hansestadt. Als solchem oblag ihm die Neuordnung der bedeutenden Urkundenbestände der Hansestadt aus der Zeit seit dem Mittelalter, die damals in der Trese der Marienkirche aufbewahrt wurden. Diese umfangreichen Bestände waren zuletzt von dem Lübecker Dompropst Dreyer etwa hundert Jahre zuvor oberflächlich bearbeitet und geordnet worden. Während Wehrmanns Amtszeit kam es nicht zuletzt aufgrund seines Engagements und seiner Mithilfe zur Herausgabe des Lübecker Urkundenbuches, des Hansischen Urkundenbuches und der Hanserezesse. Sieben der zwölf Bände des Lübecker Urkundenbuches bearbeitete er verantwortlich selbst. 1879 erhielt das Lübecker Staatsarchiv eigene Räume im Gebäude des Oberappellationsgerichts in der Königstraße 21. Im Jahr 1892 trat er mit 83 Jahren in den Ruhestand.
Wehrmann war Freimaurer und von 1867 bis 1889 Meister vom Stuhl der Loge Zur Weltkugel, aktives Mitglied der Gesellschaft zur Beförderung gemeinnütziger Tätigkeit und Mitglied aller für Lübeck wichtigen Geschichtsvereine, in deren Zeitschriften er eine Vielzahl von Veröffentlichungen hinterlassen hat. Er war Ehrendoktor der Universitäten in Göttingen (iur: 1881) und Rostock (phil: 1889). Die Stadt Lübeck verlieh ihm 1889 ihre höchste Auszeichnung, die Gedenkmünze Bene Merenti.

## Werke
Schriftenverzeichnis: Max Hoffmann: Verzeichnis der Schriften C. F. Wehrmanns. In: Zeitschrift des Vereins für Lübeckische Geschichte und Altertumskunde. Bd. 8 (1900), S. 212–216 (Digitalisat).
Autor
- Die älteren Lübeckischen Zunftrollen. 2. verm. Aufl. Ferdinand Grautoff, Lübeck 1872 Digitalisat
- Die schöne Hansestadt Lübeck in 100 Bildern [mit kurzem Auszug aus der Geschichte Lübecks], Bernhard Nöhring, Lübeck [1921]. (post mortem)

Herausgeber oder sonstiger Mitarbeiter
- Siegel des Mittelalters aus den Archiven der Stadt Lübeck. Verein für Lübeckische Geschichte und Alterthumskunde. Hefte 1–10, Lübeck 1856–1879 (Digitalisat in der Google-Buchsuche)